# Sul ponticello
Sul ponticello (wł. przy podstawku) – sposób smyczkowania w grze na instrumencie smyczkowym, który polega na pociąganiu smyczkiem po strunach możliwie jak najbliżej podstawka. W efekcie grający uzyskuje ostre, szorstkie, bogatsze w składowe harmoniczne brzmienie, czasem nieprzyjemne dla ucha. Oznaczenie w nutach słowne lub skrótowe: sul pont., sul p.